# Władysław Horodecki
Leszek Władysław Dezidery Horodecki (ukrainsk: Лєшек Дезидерій Владислав Городецький, Vladyslav Horodets’kyi; polsk: Leszek Władysław Horodecki) (født 4. juni 1863 i Sholudky, Gubernija Podolien, død 3. januar 1930 i Teheran, Iran) var en arkitekt og storvildtjæger bedst kendt for sine Art Nouveau-bygninger, især Hus med Kimærer, St. Nicholas Romersk Katolske Katedral i Kijev, Karaite Kenesa i Kijev, Det Nationale Kunstmuseum i Ukraine og mange andre i Ukraines hovedstad, Kijev.
Horodecki blev født i en adelig polsk szlachtafamilie i Podolien-regionen (nu Nemyrivskyi rajon, Vinnytsia oblast, Ukraine). Han blev uddannet fra Det russiske kunstakademi i Sankt Petersborg i 1890 og flyttede derfra til Kijev, hvor han boede i næsten 30 år. I 1920 emigrerede han til Warszawa, og i 1928 flyttede han til Teheran, hvor han døde og blev begravet i 1930. Hans gravskrift er ydmygt indskrevet på polsk med kun benævnelsen professor architektury, som kan oversættes til "Professor for arkitektur".
En af Kijevs gader, designet af Horodecki, (mellem Majdan Nezalezjnosti og Hus med Kimærer) blev navngivet efter ham i 1996. Historisk havde gaden navnet Mykolaivska, og i sovjettiden kendtes den som Karl Marx Gade.